# Ken Linseman
Kenneth "The Rat" Linseman, född 11 augusti 1958 i Kingston, Ontario, är en kanadensisk före detta professionell ishockeyspelare.

## Karriär
Ken Linseman spelade juniorishockey för Kingston Canadians i Ontario Major Junior Hockey League åren 1974–1977 och gjorde 286 poäng på 187 grundseriematcher. I slutspelet blev det 33 poäng på 25 matcher för Canadians. I 1977 års WHA-draft valdes Linseman som 83:e spelare totalt av Birmingham Bulls och säsongen 1977–78 gjorde han 38 mål och 76 poäng på 71 matcher för "Baby Bulls" som laget populärt kallades.

### Philadelphia Flyers
I 1978 års NHL-draft valdes Linseman som 7:e spelare totalt av Philadelphia Flyers. Säsongen 1978–79 spelade han 38 matcher för Flyers farmarlag Maine Mariners i AHL innan han spelade till sig en fast plats i NHL. Under debutsäsongen i NHL gjorde Linseman 25 poäng på 30 matcher samt åtta poäng på åtta slutspelsmatcher. Följande säsong, 1979–80, gjorde han 79 poäng på 80 matcher tillsammans med 107 utvisningsminuter. Linseman gjorde sig snart ett namn i ligan som en så kallad "pest" och gavs smeknamnet The Rat, "Råttan", av sina lagkamrater, lika mycket för sin spelstil som för sin snabba framåtlutande åkstil. I Stanley Cup-slutspelet 1980 nådde Flyers finalen där laget dock förlorade med 4-2 i matcher mot New York Islanders. Linseman vann lagets interna poängliga med 22 poäng på 17 slutspelsmatcher.
Linseman spelade fyra säsonger för Philadelphia Flyers, mestadelen av tiden med Brian Propp och Paul Holmgren i en kedja kallad Rat Patrol, och hans sista säsong i klubben, 1981–82, var hans mest produktiva med 92 poäng på 79 matcher tillsammans med 275 utvisningsminuter. Trots detta bytte Flyers bort honom till Hartford Whalers mot backen Mark Howe 19 augusti 1982. Whalers skickade sedan Linseman vidare till Edmonton Oilers i utbyte mot Risto Siltanen.

### Edmonton Oilers
Första säsongen med Edmonton Oilers, 1982–83, gjorde Linseman personbästa 33 mål. Linseman spelade dock en mindre framträdande offensiv roll i ett stjärnspäckat Oilers och hans 75 poäng på 72 matcher gav honom först en sjätteplats i lagets interna poängliga bakom Wayne Gretzky, Mark Messier, Glenn Anderson, Jari Kurri och Paul Coffey. Samma säsong nådde Oilers Stanley Cup-final där dock New York Islanders segrade i fyra raka matcher.
Följande säsong, 1983–84, fick Oilers revansch på Islanders då lagen åter igen möttes i Stanley Cup-final. Oilers segrade med 4-1 i matcher och Linseman gjorde det avgörande målet fram till 3-2 i den femte matchen mellan lagen, 38 sekunder in på den andra perioden i en match som Oilers vann med 5-2. Efter säsongen bytte dock Oilers bort Linseman till Boston Bruins i utbyte mot Mike Krushelnyski.

### Boston Bruins
Linseman spelade över fem säsonger för Boston Bruins och säsongen 1987–88 nådde laget Stanley Cup-final där Bruins dock förlorade i fyra raka matcher mot Linsemans tidigare lag Edmonton Oilers. Linseman gjorde 11 mål och 25 poäng på 23 slutspelsmatcher för Bruins 1988. Säsongen 1989–90, hans sista i Boston, delade han speltiden mellan Bruins och hans tidigare lag Philadelphia Flyers.
Säsongen 1990–91 var Linseman tillbaka i Edmonton Oilers och säsongen därefter, 1991–92, spelade han två matcher för Toronto Maple Leafs i NHL samt fem matcher för HC Asiago i italienska Serie A.

## Statistik
OMJHL = Ontario Major Junior Hockey League

### Klubbkarriär
| 1974–75      | Kingston Canadians  | OMJHL        | 59  | 19  | 28  | 47  | 70   | 8   | 2  | 5  | 7   | 8   |
| 1975–76      | Kingston Canadians  | OMJHL        | 65  | 61  | 51  | 112 | 92   | 7   | 5  | 0  | 5   | 18  |
| 1976–77      | Kingston Canadians  | OMJHL        | 63  | 53  | 74  | 127 | 210  | 10  | 9  | 12 | 21  | 54  |
| 1977–78      | Birmingham Bulls    | WHA          | 71  | 38  | 38  | 76  | 126  | 5   | 2  | 2  | 4   | 15  |
| 1978–79      | Maine Mariners      | AHL          | 38  | 17  | 23  | 40  | 106  | —   | —  | —  | —   | —   |
| 1978–79      | Philadelphia Flyers | NHL          | 30  | 5   | 20  | 25  | 23   | 8   | 2  | 6  | 8   | 22  |
| 1979–80      | Philadelphia Flyers | NHL          | 80  | 22  | 57  | 79  | 107  | 17  | 4  | 18 | 22  | 40  |
| 1980–81      | Philadelphia Flyers | NHL          | 51  | 17  | 30  | 47  | 150  | 12  | 4  | 16 | 20  | 67  |
| 1981–82      | Philadelphia Flyers | NHL          | 79  | 24  | 68  | 92  | 275  | 4   | 1  | 2  | 3   | 6   |
| 1982–83      | Edmonton Oilers     | NHL          | 72  | 33  | 42  | 75  | 181  | 16  | 6  | 8  | 14  | 22  |
| 1983–84      | Edmonton Oilers     | NHL          | 72  | 18  | 49  | 67  | 119  | 19  | 10 | 4  | 14  | 65  |
| 1984–85      | Boston Bruins       | NHL          | 74  | 25  | 49  | 74  | 126  | 5   | 4  | 6  | 10  | 8   |
| 1985–86      | Boston Bruins       | NHL          | 64  | 23  | 58  | 81  | 97   | 3   | 0  | 1  | 1   | 17  |
| 1986–87      | Boston Bruins       | NHL          | 64  | 15  | 34  | 49  | 126  | 4   | 1  | 1  | 2   | 22  |
| 1987–88      | Boston Bruins       | NHL          | 77  | 29  | 45  | 74  | 167  | 23  | 11 | 14 | 25  | 56  |
| 1988–89      | Boston Bruins       | NHL          | 78  | 27  | 45  | 72  | 164  | —   | —  | —  | —   | —   |
| 1989–90      | Boston Bruins       | NHL          | 32  | 6   | 16  | 22  | 66   | —   | —  | —  | —   | —   |
|              | Philadelphia Flyers | NHL          | 29  | 5   | 9   | 14  | 30   | —   | —  | —  | —   | —   |
| 1990–91      | Edmonton Oilers     | NHL          | 56  | 7   | 29  | 36  | 94   | 2   | 0  | 1  | 1   | 0   |
| 1991–92      | Toronto Maple Leafs | NHL          | 2   | 0   | 0   | 0   | 2    | —   | —  | —  | —   | —   |
|              | HC Asiago           | Serie A      | 5   | 3   | 3   | 6   | 4    | 7   | 3  | 4  | 7   | 47  |
| OMJHL totalt | OMJHL totalt        | OMJHL totalt | 187 | 133 | 153 | 286 | 372  | 25  | 16 | 17 | 33  | 80  |
| NHL totalt   | NHL totalt          | NHL totalt   | 860 | 256 | 551 | 807 | 1727 | 113 | 43 | 77 | 120 | 325 |

### Internationellt
| År     | Lag    | Turnering  |   | Matcher | Mål | Assist | Poäng | Utv |
| ------ | ------ | ---------- | - | ------- | --- | ------ | ----- | --- |
| 1981   | Kanada | Canada Cup | 4 | 0       | 1   | 1      | 4     |     |
| Totalt | Totalt | Totalt     | 4 | 0       | 1   | 1      | 4     |     |

## Meriter
- Stanley Cup – 1983–84 med Edmonton Oilers
- OMJHL Second All-Star Team – 1976–77